# Paraboea velutina
Paraboea velutina là một loài thực vật có hoa trong họ Tai voi. Loài này được (W.T. Wang & C.Z. Gao) B.L. Burtt mô tả khoa học đầu tiên năm 1984.